# جورجيو روسي
جورجيو روسي (بالإنجليزية: Giorgio Rossi)‏ مواليد 1 أبريل 1948 في روما، هو دراج إيطالي سابق. سبق أن شارك في دورة الألعاب الأولمبية الصيفية.

## الميداليات
| الميدالية | المسابقة                        |
| --------- | ------------------------------- |
| ذهبية     | ألعاب البحر الأبيض المتوسط 1975 |

## روابط خارجية
- جورجيو روسي على موقع أرشيف الدراجات (الإنجليزية)
- جورجيو روسي على موقع أوليمبيديا (الإنجليزية)